# ピロデモス
- ピロデモス
- フィロデモス

ガダラのピロデモス（フィロデモス、古希: Φιλόδημος Philodēmos 羅: Philodemus、前110年ごろ - 前30年ごろ）は、古代ローマのエピクロス派の哲学者・詩人。散佚していた著作が18世紀にヘルクラネウムのパピルス荘から出土し、21世紀まで解読が続いている。

## 人物
ヘレニズム期シリアのガダラ出身。アテナイの「エピクロスの庭園」でシドンのゼノンに学ぶ。第三次ミトリダテス戦争の難を避け、前70年代ごろローマに移る。そこでユリウス・カエサルの義父ルキウス・カルプルニウス・ピソ・カエソニヌスに庇護される。そのピソの別荘がヘルクラネウムのパピルス荘であり、ピロデモスも寄居したと推測される。同地近郊のナポリ（ネアポリス）で講義したとも推測される。

## 関係
同時代のナポリには、エピクロス派のシロンを中心人物として、詩人ホラティウスやウェルギリウスも関与したエピクロス派のサークルがあり、ピロデモスも関与したと推測される。エピクロス派のルクレティウスも活動時代は近いが、関係は不明である。
同時代のキケロは、『ピソ弾劾』（羅: In Pisonem）68-72節で、ピロデモスを暗に罵倒している。
10世紀ごろ書かれた詩学書『コワスラン論考』の喜劇論は、アリストテレス『詩学』第2巻の喜劇論に由来すると推測されるが、同書の喜劇論以外の箇所は、一説にはピロデモスに由来するとされる。

## 著作

### 出土パピルス
ヘルクラネウムのパピルス荘から、多分野にわたる著作のギリシア語パピルス写本が発見された。その多くは古代哲学の貴重な資料となっている。18世紀出土当時のパピルスは黒焦げで解読困難だったが、その後解読が進み、ピロデモスの著作と判明した。
解読された著作の例として、エピクロス派の神学書『神々について』『敬虔について』、類比的推論（アナロギア）を扱った論理学書『徴証について』、倫理学書『怒りについて』『死について』『率直な批判について』、文芸論書『詩について』『音楽について』、修辞学書『弁論術』などがある。
このうち『徴証について』には上記シドンのゼノン、『弁論術』にはナウシパネス（エピクロスの師にして論敵）への言及があり、これら言及対象についての資料にもなっている。
2010年代には『アカデメイア派の歴史』の解読が進展した。

### その他
『ギリシア詞華集』に30篇余りの恋愛詩が収録されている。同書日本語訳者の沓掛良彦は、その詩を優雅で軽妙と評している。
ディオゲネス・ラエルティオスは『ギリシア哲学者列伝』で、ピロデモスの『哲学者総覧』を原資料として度々参照している。この『哲学者総覧』は現存しないが、上記『アカデメイア派の歴史』などがその一部である可能性がある。